# Cassiopeia A

Cassiopeia A được quan sát bởi Kính viễn vọng Không gian Hubble

Cassiopeia A (Cas A) là tàn dư siêu tân tinh (SNR) trong chòm sao Thiên Hậu và nguồn vô tuyến ngoài trời sáng nhất trên bầu trời với tần số trên 1 GHz.  Siêu tân tinh xảy ra khoảng 11.000 năm ánh sáng (3,4 kpc) đi trong dải ngân hà.  Đám mây vật chất mở rộng còn sót lại từ siêu tân tinh hiện xuất hiện khoảng 10 năm ánh sáng (3 pc)   trên quan điểm của Trái Đất.  Trong các bước sóng của ánh sáng khả kiến, nó đã được nhìn thấy bằng kính viễn vọng nghiệp dư xuống tới 234mm (9,25   trong) với các bộ lọc.
Người ta ước tính rằng ánh sáng từ vụ nổ sao đã đến Trái Đất lần đầu tiên khoảng 300 năm trước, nhưng không có ghi chép lịch sử nào về việc nhìn thấy siêu tân tinh tạo ra tàn dư.  Do Cas A là vòng tròn cho các vĩ độ giữa miền Bắc, nên điều này có lẽ là do bức xạ bước sóng quang hấp thụ bụi giữa các vì sao trước khi nó tới Trái Đất (mặc dù có thể nó được ghi nhận là ngôi sao 3 Cassiopeiae của John Flamsteed ).  Những lời giải thích có thể nghiêng về ý tưởng rằng ngôi sao nguồn có khối lượng lớn bất thường và trước đó đã đẩy ra nhiều lớp bên ngoài của nó.  Những lớp bên ngoài này sẽ che phủ ngôi sao và hấp thụ lại phần lớn ánh sáng được giải phóng khi ngôi sao bên trong sụp đổ.
Cas A là một trong những nguồn phát thanh thiên văn rời rạc đầu tiên được tìm thấy.  Phát hiện của nó đã được báo cáo vào năm 1948 bởi Martin Ryle và Francis Graham-Smith, nhà thiên văn học tại Cambridge, dựa trên các quan sát với Giao thoa kế Long Michelson.  Thành phần quang học được xác định lần đầu tiên vào năm 1950.
Cas A là 3C461 trong Danh mục nguồn phát sóng Cambridge thứ ba và G111.7-2.1 trong Danh mục xanh của tàn dư siêu tân tinh.

## Phát hiện trước đó
Các tính toán hoạt động trở lại từ điểm mở rộng hiện tại được quan sát thành vụ nổ có thể nhìn thấy trên Trái Đất vào khoảng năm 1667.  Nhà thiên văn học William Ashworth và những người khác đã gợi ý rằng Nhà thiên văn học Hoàng gia John Flamsteed có thể đã vô tình quan sát siêu tân tinh vào ngày 16 tháng 8 năm 1680, khi ông liệt kê một ngôi sao gần vị trí của nó.  Một đề nghị khác từ nghiên cứu đa ngành gần đây là siêu tân tinh là "ngôi sao ban ngày" huyền thoại, được quan sát vào năm 1630, báo trước sự ra đời của Charles II, vị vua tương lai của Vương quốc Anh.  Ở bất cứ giá nào, không có siêu tân tinh nào xuất hiện trong Dải Ngân hà có thể nhìn thấy bằng mắt thường từ Trái Đất.

## Sự mở rộng
Vỏ mở rộng có nhiệt độ khoảng 50 triệu độ F (30 megakelvins) và đang mở rộng ở 4000−6000   km / s.
Quan sát ngôi sao phát nổ qua kính viễn vọng Hubble đã chỉ ra rằng, mặc dù có niềm tin ban đầu rằng tàn dư đang mở rộng một cách đồng đều, có những nút phóng ra xa với tốc độ cao di chuyển với vận tốc ngang là 5.500−14.500   km / s với tốc độ cao nhất xảy ra trong hai máy bay phản lực gần như đối nghịch.   Khi quan điểm của ngôi sao mở rộng sử dụng màu sắc để phân biệt các vật liệu có thành phần hóa học khác nhau, điều đó cho thấy các vật liệu tương tự thường được tập hợp lại với nhau trong tàn dư của vụ nổ.